# Loška Dolina község
Loška Dolina község (szlovénül: Loška dolina) alapfokú közigazgatási egység Szlovéniában, a Primorsko-notranjska statisztikai régióban. Lakosainak száma 3770 fő (2020. július 1.).

## A község települései
- Babna Polica
- Babno Polje
- Dane
- Dolenje Poljane
- Iga Vas
- Klance
- Knežja Njiva
- Kozarišče
- Lož
- Markovec
- Nadlesk
- Podcerkev
- Podgora pri Ložu
- Podlož
- Pudob
- Šmarata
- Sveta Ana pri Ložu
- Viševek
- Vrh
- Vrhnika pri Ložu

## Népesség
| Lakosok száma | 3835 | 3930 | 3908 | 3887 | 3882 | 3867 | 3856 | 3813 | 3797 | 3770 |
|               | 2008 | 2009 | 2011 | 2012 | 2013 | 2015 | 2016 | 2017 | 2019 | 2020 |